# سفری به دنبال هویت
سفری به دنبال هویت (به انگلیسی: A Journey in Search of Identity) فیلمِ مستندِ کوتاهی از امیر نادری است به شیوهٔ کلاژ که در ژوئیهٔ ۲۰۲۱ میلادی به واسطهٔ اینترنت به نمایش درآمد. این فیلم بر اساسِ فیلمِ سفرِ بهرام بیضایی و دربارهٔ سینمای بیضایی است.